# Восточно-Марианская котловина
Восто́чно-Мариа́нская котлови́на — подводная котловина в западной части Тихого океана.
Котловина расположена к востоку от Марианского жёлоба. Глубины её составляют от 5 000 до 7 000 м. Дно котловины имеет относительно ровную поверхность.